# Gand-Wevelgem femminile
La Gand-Wevelgem femminile (ufficialmente, in inglese, Gent-Wevelgem in Flanders Fields WE) è una corsa in linea di ciclismo su strada femminile che si svolge ogni marzo nelle Fiandre, in Belgio, dal 2012.
Dal 2016 fa parte del calendario dello Women's World Tour affiancando l'omonima competizione maschile.

## Albo d'oro
Aggiornato all'edizione 2025.
| Anno | Vincitrice           | Seconda           | Terza                     |
| ---- | -------------------- | ----------------- | ------------------------- |
| 2012 | Elizabeth Armitstead | Iris Slappendel   | Jessie Daams              |
| 2013 | Kirsten Wild         | Sanne van Paassen | Kelly Druyts              |
| 2014 | Lauren Hall          | Janneke Ensing    | Vera Koedooder            |
| 2015 | Floortje Mackaij     | Janneke Ensing    | Chloe Hosking             |
| 2016 | Chantal Blaak        | Lisa Brennauer    | Lucinda Brand             |
| 2017 | Lotta Lepistö        | Jolien D'Hoore    | Coryn Rivera              |
| 2018 | Marta Bastianelli    | Jolien D'Hoore    | Lisa Klein                |
| 2019 | Kirsten Wild         | Lorena Wiebes     | Letizia Paternoster       |
| 2020 | Jolien D'Hoore       | Lotte Kopecky     | Lisa Brennauer            |
| 2021 | Marianne Vos         | Lotte Kopecky     | Lisa Brennauer            |
| 2022 | Elisa Balsamo        | Marianne Vos      | Maria Giulia Confalonieri |
| 2023 | Marlen Reusser       | Megan Jastrab     | Maike van der Duin        |
| 2024 | Lorena Wiebes        | Elisa Balsamo     | Chiara Consonni           |
| 2025 | Lorena Wiebes        | Elisa Balsamo     | Charlotte Kool            |

## Vittorie per paese
Aggiornato al 2025.
| Pos | Paese         | Vittorie |
| --- | ------------- | -------- |
| 1   | Paesi Bassi   | 7        |
| 2   | Italia        | 2        |
| 3   | Belgio        | 1        |
| 3   | Finlandia     | 1        |
| 3   | Gran Bretagna | 1        |
| 3   | Stati Uniti   | 1        |
| 3   | Svizzera      | 1        |